# 康康舞曲
康康舞曲（cancan），也称康康进行曲，是指19世纪末在法国流行的一种舞蹈音乐，为康康舞伴奏。舞曲为2/4拍，速度快而情绪热烈。最著名的为雅克·奥芬巴哈（Jacques Offenbach）所作轻歌剧《天國與地獄序曲》中的康康舞曲。